# Дюфурова железа

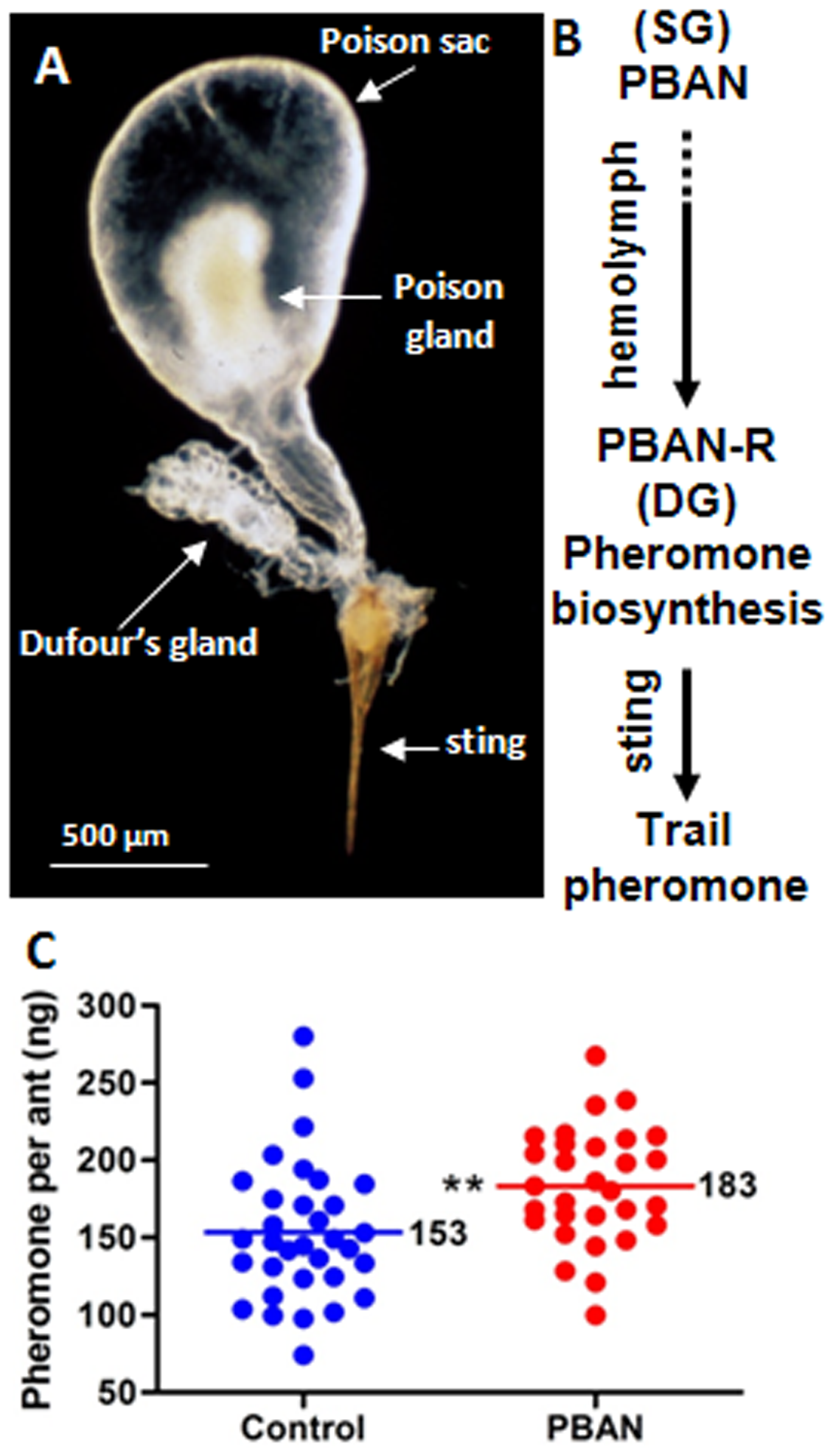
Дюфурова железа красного огненного муравья

Дюфурова железа (англ. Dufour’s gland) — железа внешней секреции, характерная для самок жалящих перепончатокрылых насекомых (муравьёв, пчёл и ос). Расположена в задней части брюшка, рядом с ядовитой железой, вырабатывает феромоны тревоги, следовые и некоторые другие вещества.

## Описание

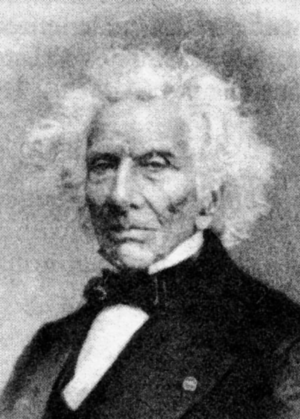
Французский энтомолог Жан Мари Леон Дюфур, открывший Дюфурову железу в 1841 году.

Мелкая железа, которая расположена в задней нижней части брюшка самок, рядом с ядовитой железой и жалом (яйцекладом). Железа была впервые описана в 1841 году французским энтомологом Жан Мари Леон Дюфур (Léon Jean Marie Dufour, 1780—1865). Железы выстланы одним слоем эпителиальных клеток, которые секретируют вещества во внутреннюю полость. Мышцы, окружающие выходное отверстие, контролирует выход секретов. Железистые клетки содержат в изобилии гладкую эндоплазматическую сеть, множество секреторных везикул, митохондрий и плотных гранул, в соответствии с их ролью в секреции.
Простой эпителий без особых модификаций был обнаружен у большинства исследованных представителей Myrmicinae и Ponerinae. У африканских Dorylinae эпителий имеет зубчатый вид и многочисленные базальные инвагинации, в то время как американские Ecitoninae имеют очень однородный эпителий с базальным слоем мембранных складок. Myrmeciinae, Pseudomyrmecinae и Dolichoderinae демонстрируют различные виды апикальных микроворсинок, тогда как для Formicinae характерен субкутикулярный слой митохондрий и очень толстая базальная мембрана.

## Биохимия
Имеет щелочной и терпиноидный экскреты. В составе Дюфуровых желёз обнаружены около сотни разнообразных органических веществ (кетоны, лактоны, углеводороды, углеводы, спирты, терпеноиды, эфиры). Среди секретов Дюфуровой железы, например, у рыжих лесных муравьёв найдены следующие вещества: n-Нонан, n-Декан, n-Ундекан, 9-Undecene, n-Додекан, 1-Додецен, 3-метилундекан, 5-метилундекан, n-Тридекан, n-Тетрадекан, 3-метилтридекан, 5-метилтридекан, Tetradecene, n-Пентадекан, 7-Pentadecene, n-Гексадекан, n-Гептадекан, cis-8-Heptadecene, Heptadecadiene, n-Октадекан, 9-0ctadecene, n-Nonadecane, 9-Nonadecene, Nonadecadiene, n-Эйкозан, Eicosene, n-Heneicosane, Heneicosene, n-Докозан, Tricosene, n-Tetradecyl acetate, Tetradecenyl acetate, n-Hexadecyl acetate, Hexadecenyl acetate, n-Octadecyl acetate, Geranylgeranyl acetate и другие.
В составе секретов Дюфуровой железы австралийского муравья-бульдога Myrmecia gulosa преобладает алкен цис-8-гептадецен (Cavill and Williams, 1967), который составляет 62 %; также представлены разветвлённые углеводороды (15 %), n-Тетрадекан (1 %), n-пентадекан (17 %), гексадекан (1 %) и гептадекан (4 %). У Amblyopone australis обнаружены алифатические углеводороды, а у Pseudomyrmecinae — n-пентадекан, n-гептадекан и гептадецен. Алифатические углеводороды это единственный класс органики, синтезируемый в этих железах у представителей подсемейства мирмицины.

## Функции
У муравьёв выделяет вещества, выполняющие функции феромонов тревоги, следовых и половых феромонов и некоторые другие. У пчёл и ос также выделяет вещества, позволяющие распознавать соплеменников, и сигнализирующие о роли матки или фертильности. Железа хорошо развита у пчёл рода Andrena, у которых её секреты используются для гидроизоляции и защиты сот с расплодом от грибков. У паразитической осы Vespula austriaca выделяемые Дюфуровой железой секреты сдерживают оогенез у рабочих пчёл вида-хозяина, предотвращая их яйцекладку и размножение
Среди других функций экспериментально доказано, что секреция самок муравьёв-рабовладельцев Polyergus breviceps снижает агрессивность рабочих-рабов Formica по отношению к ним.